# Reacción de condensación

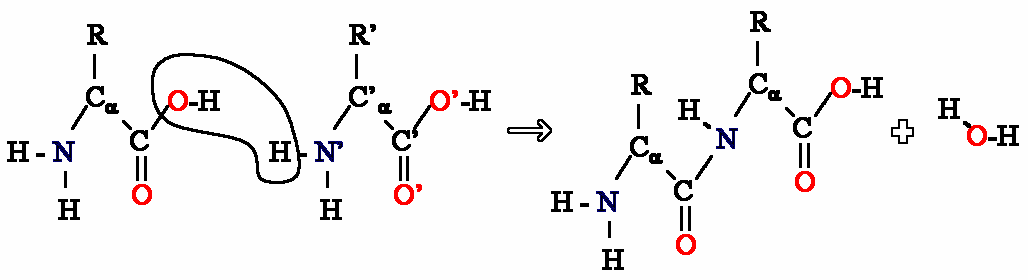
Condensación de dos aminoácidos para formar un enlace peptídico.

Una reacción de condensación, en química orgánica, es aquella en la que dos moléculas, o una si tiene lugar la reacción de forma intramolecular, se combinan para dar un único producto acompañado de la formación de una molécula de agua (en general una molécula pequeña). Las reacciones de condensación siguen un mecanismo de adición-eliminación.
Una reacción de condensación se puede considerar como lo opuesto de una reacción de hidrólisis (la ruptura de una especie química en dos por la acción de agua).